# Mahal Teglinos
Mahal Teglinos is een archeologische vindplaats nabij Kassala in het oosten van het huidige Soedan. Archeologische opgravingen hebben een grote nederzetting van de neolithische Gash-groep blootgelegd. De site was met regelmaat bewoond van ongeveer 3.000 tot 1.500 voor Christus. 
De oudste fase behoorde tot de zogenaamde Butana-groep, deze werd gevolgd door de Gash-groep. Het circa 10 hectare grote afgravingsgebied bestaat uit de voormalige woongebieden, maar ook uit grotere begraafplaatsen. De meeste huizen waren ronde hutten van stro. In het centrum, maar ook geïsoleerd aan de rand van de nederzetting, stonden echter verschillende rechthoekige lemen gebouwen. Dit zijn de oudste zo zuidelijke lemen gebouwen in Afrika. Vondsten van zegels laten een geavanceerde sociale structuur van de samenleving zien. Langs de westelijke en oostelijke randen lagen uitgestrekte begraafplaatsen. In het centrum van de nederzetting was een gebied dat werd gebruikt voor het verwerken van voedsel. Wellicht had deze plaats een rituele functie voor de nabijgelegen begraafplaatsen. Egyptisch aardewerk dat dateert uit de Eerste Tussenperiode en het Middenrijk werd ook opgegraven in de nederzetting. Er werden ook Egyptische faiencekralen gevonden. 
De oostelijke begraafplaats was dicht bezet. De lijken werden hier in verschillende posities geplaatst. Behalve sieraden waren er geen grafgiften. De graven waren aan de oppervlakte gemarkeerd met een granieten steen. Op de westelijke begraafplaats werden de meeste graven op hun rug uitgestrekt, in sommige gevallen waren er dubbele begrafenissen. Naast sieraden werd in sommige graven ook aardewerk gevonden. 
De overblijfselen van de nederzetting werden bestudeerd door Rodolfo Fattovich van 1980 tot 1995, vervolgens vanaf 2010 door een Italiaans opgravingsteam onder leiding van Andrea Manzo.